# 도밍구스마르칭스

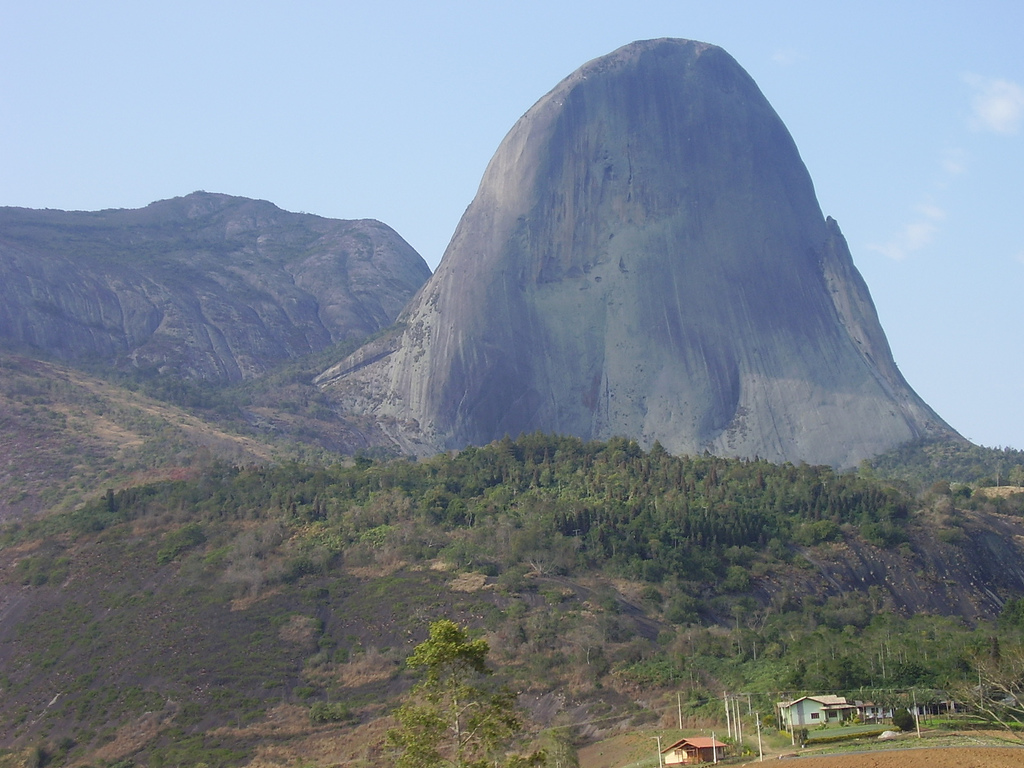
도밍구스마르칭스

도밍구스마르칭스의 위치

도밍구스마르칭스(포르투갈어: Domingos Martins)는 브라질 이스피리투산투주의 도시로 면적은 1,225.327km2, 높이는 542m, 인구는 32,304명(2007년 기준), 인구 밀도는 26.4명/km2이다. 1893년 캄피뉴(Campinho)라는 이름의 도시가 건설되었으며 1921년 12월 20일 지금과 같은 이름으로 바뀌어 오늘에 이른다.